# Метнер Микола Карлович
Микола Карлович Ме́тнер (Никола́й Ка́рлович Ме́тнер, 24 грудня 1879 ― 13 листопада 1951) ― російський композитор і піаніст.

## Біографічні відомості
Народився у Москві. Його батьки були скандинавського походження, однак оселились в Росії задовго до народження сина. Музичну освіту отримав в Московській консерваторії. 1909 року отримав Глінкінську премію за цикл пісень на слова Ґете, після чого був запрошений викладати в Московську консерваторію клас фортепіано.
Зі встановленням радянської влади, 1921 року Метнер, як і більшість російських митців змушений був емігрувати. У 1921-24 роках жив у Німеччині, 1924-25 в США, пізніше в Парижі. В ці роки Метнеру значно допомагав Рахманінов — організацією концертних турів та фінансами. Після 1935 Метнер оселився у Великій Британії, де вів концертну діяльність, давав приватні уроки. У повоєнні роки підтримку Метнеру організував індійський махараджа Вадіяр Бахадур, який заснував Метнерівське товариство. Протягом кількох років були здійснені записи ряду фортепіанних і камерних творів композитора. Останні роки Метнер провів у Лондоні, де і був кремований.

## Творча спадщина
Творча спадщина Метнера складає переважно твори для фортепіано. Повне зібрання творів Метнера було видано у 1959―1963 в Москві в 12-ти томах.
- 3 концерти для фортепіано з оркестром — № 1 c-moll, op. 33 (1914―1918); № 2 c-moll, op. 50 (1920―1927); № 3 e-moll, op. 60 (1940―1943)
- 14 сонат для фортепіано
- Ряд фортепіанних мініатюр — «казки», «новели», та інші.
- Твори для двох фортепіано — «Руський хоровод» і «Мандрівний лицар» («Странствующий рыцарь»)
- Фортепіанний квінтет C-dur
- 3 сонати для скрипки і фортепіано
- Три ноктюрни для скрипки і фортепіано
- Дві канцони з танцями для скрипки і фортепіано
- Вокальні твори, зокрема на тексти Пушкіна, Ніцше, Ґете, Гейне, Тютчева, Лермонтова та ін.

### Записи
- Piano Rolls (The Reproducing Piano Roll Foundation)
- Medtner plays his Danza Festiva, Op. 38,, No. 3 Piano Roll c. 1925, New York. (ref)
- Nicolas Medtner: The complete solo recordings Vol.1 (Appian Publications and Recordings)
- Nicolas Medtner: The complete solo recordings Vol.2 (Appian Publications and Recordings)
- Nicolas Medtner: The complete solo recordings Vol.3 (Appian Publications and Recordings)
- Historic recordings (www.medtner.org.uk)